# Голіцинський Клавдій Миколайович
Клавдій Миколайович Голіцинський (19 липня 1884 — † ?) — підполковник Армії УНР, військовий льотчик.

## Життєпис
Уродженець м. Вінниця (у Подільській губернії). Закінчив 2-гу Кишинівську гімназію, курс юридичного факультету Дерптського університету.

## Служба в РІА
В 1906–1907 рр. служив у російській армії. З 1 вересня 1914 — однорічник 2-го розряду Гатчинської авіаційної коли, з 29 березня 1915 — прапорщик, військовий льотчик 11-го корпусного авіаційного загону. Від 1 вересня 1915 працював молодшим офіцером авіаційного дивізіону Оборони ставки Верховного головнокомандувача. З 1 грудня 1915 — поручник, з 1 жовтня 1916 — штабс-капітан. У червні 1917 р. пілотував у 39-му корпусному авіазагоні, за місяць — у 12-му авіаційному загоні. З серпня 1917 р. — командир 12-го авіазагону. Останнє звання в російській армії — штабс-капітан (з 1 жовтня 1916).

## Служба в Армії УНР
У грудні 1917 р. перебував при штабі української авіації в Києві. З січня 1918 р. — льотчик українізованого 5-го авіаційного парку, з березня — командир решток 5-го авіапарку, що переформувалися у Київський авіаційний парк Армії УНР. Від серпня 1918 р. — льотчик Волинського авіаційного дивізіону, від 1 жовтня 1918 — сотник. Після початку Протигетьманського повстання з власної ініціативи сформував у своєму дивізіоні відділ з трьох літаків, на чолі якого прибув у розпорядження штабу військ Директорії. Згодом керував цим відділом під час облоги Києва, за сумісництвом був помічником командира Волинського авіаційного дивізіону. З грудня 1918 р. — інспектор авіації Південного району. 11 лютого 1919 відряджений з державним дорученням за кордон, зокрема в серпні 1919 р. був радником місії УНР у Польщі. У червні 1920 р. повернувся до Дієвої армії УНР, де обіймав посаду начальника технічного відділу управи військово-повітряних сил. З 1 жовтня 1920 — старшина для доручень цієї управи, з 29 червня 1921 — т. в. о. начальника загального відділу Інженерно-технічної управи. 1 квітня 1921 отримав звання підполковника.